# جاك سافيل
جاك سافيل (بالإنجليزية: Jack Saville)‏ هو لاعب كرة قدم بريطاني في مركز الدفاع، ولد في 2 أبريل 1991 في كامبرلي في المملكة المتحدة. لعب مع إبسفليت يونايتد وستوكبورت كونتي ونادي ألدرشوت تاون ونادي بارنت ونادي ساوثهامبتون.

## وصلات خارجية
- جاك سافيل على موقع قاعدة بيانات كرة القدم.إي يو (الإنجليزية)
- جاك سافيل على موقع Soccerbase.com (لاعب) (الإنجليزية)